# Post Scriptum Final não Científico às Migalhas Filosóficas
Post Scriptum Final Não-científico às Migalhas Filosóficas (em dinamarquês: Afsluttende uvidenskabelig Efterskrift til de philosophiske Smuler) é uma das obras principais de Søren Kierkegaard. A obra é um ataque contra o hegelianismo, a filosofia de Georg Wilhelm Friedrich Hegel. A obra é famosa pela expressão "subjectividade é a verdade". Foi um ataque àquilo que Kiekegaard via como a filosofia determinística de Hegel. Como oposição ao sistema filosófico de Hegel, é muitas vezes interpretado que Kierkegaard tomou um caminho em direcção ao libertarismo ou livre-arbítrio, apesar de se argumentar que uma concepção incompatibilista do livre-arbítrio não é fundamental para uma formulação existencialista de Kierkegaard.
Como o título sugere, o Post Scriptum é uma sequela do trabalho anterior, Migalhas Filosóficas. O título da obra revela ironia porque o pós-escrito é quase cinco vezes maior que as Migalhas. O pós-escrito coloca como autor o pseudónimo "Johannes Climacus" e Kierkegaard como editor. Tal como outras obras assinadas por pseudónimos, o pós-escrito não é reflexo das crenças próprias de Kiekegaard. No entanto, ao contrário de outras obras de pseudónimos, Kierkegaard coloca o seu nome como editor, mostrando a importância do pós-escrito para obra geral de Kierkegaard como autor.